# Dolichoderus longipennis
Dolichoderus longipennis är en myrart som först beskrevs av Mayr 1868.  Dolichoderus longipennis ingår i släktet Dolichoderus och familjen myror. Inga underarter finns listade i Catalogue of Life.